# Constantin Buză
Constantin Buză este un fost senator român în legislatura 2000-2004 ales în județul Vrancea. Constantin Buză a demisionat din Senat pe data de 15 ianuarie 2001 și a fost înlocuit de senatoarea Fevronia Stoica. În decursul cadenței sale, Constantin Buză a fost membru în comisia pentru drepturile omului, culte și minorități. 